# Gianfranco Giovanni Chiarelli
Gianfranco Giovanni Chiarelli (Martina Franca, 24 gennaio 1958) è un politico italiano.

## Biografia

### Attività politica

#### Consigliere regionale della Puglia
Alle elezioni regionali in Puglia del 2005 viene eletto consigliere nelle liste de La Puglia Prima di Tutto (movimento politico di Raffaele Fitto, affiliato a Forza Italia) in provincia di Taranto. Nel 2009 aderisce al Popolo della Libertà.
Alle successive regionali del 2010 viene rieletto consigliere nelle liste del Popolo della Libertà con 13.300 preferenze, in provincia di Taranto.

#### Elezione a deputato
Alle elezioni politiche del 2013 è candidato alla Camera dei Deputati, nella circoscrizione Puglia, nelle liste del Popolo della Libertà (in ottava posizione), venendo eletto deputato della XVII Legislatura.
Il 16 novembre 2013, con la sospensione delle attività del Popolo della Libertà, aderisce a Forza Italia.
Il 30 maggio 2015, in disaccordo con le scelte politiche di Silvio Berlusconi, abbandona Forza Italia per aderire a Conservatori e Riformisti di Raffaele Fitto.
Il 19 novembre 2015, assieme agli altri deputati di CoR passa al Gruppo misto, aderendo alla componente "Conservatori e Riformisti".
Alle elezioni politiche del 2018 è ricandidato alla Camera dei Deputati, nel collegio uninominale di Martina Franca sostenuto dalla coalizione di centro-destra (in quota Noi con l'Italia).
Nel 2019 aderisce alla Lega per Salvini Premier, diventandone segretario per la provincia di Taranto.  In vista delle elezioni politiche del 2022 decide di non ricandidarsi, rifiutando polemicamente il posto da capolista messo a disposizione dal partito nel collegio Puglia - 03 poiché ritenuto non contendibile.
Nel 2023 viene nominato vice segretario nazionale dell'Unione di Centro.